# Alcidion chryseis
Alcidion chryseis es una especie de escarabajo longicornio del género Alcidion, tribu Acanthocinini, subfamilia Lamiinae. Fue descrita científicamente por Bates en 1864.

## Descripción
Mide 10,6-12,7 milímetros de longitud.

## Distribución
Se distribuye por Brasil.